# Хор Новоспаського монастиря
Хор Новоспа́ського монастиря́ — найвідоміший церковно-співочий чоловічий колектив Росії.
Розташовується в місті Москві, в Новоспаському ставропігійному чоловічому монастирі. У хорі співають випускники та студенти Московської Консерваторії ім. Чайковського , РАМ ім. Гнєсіних , Академії хорового мистецтва ім. Попова.

## Про хорі
Який б не був храм на Русі , в ньому обов'язково є хор . Новоспаське монастир - найдавніша обитель Москви, був заснований в XIII столітті. У 1918 році монастир був закритий. Нова епоха обителі починається з 1991 р., з відновлення чернечого життя після багаторічного запустіння. Тоді ж, з липня 1991 року, "візитною карткою" обителі стає її чоловічий хор. Без перебільшення можна сказати, що цей унікальний колектив не тільки надав особливо урочисте звучання службам , але й став голосом православного чернецтва в багатьох країнах, де хор виступав з великим успіхом.

## Керівник хору
Керівник хору - Попов Станіслав Борисович - випускник Академії хорового мистецтва ім. В.С.Попова в Москві, учень відомого російського хорового диригента і педагога, професора Ляшко Бориса Михайловича.